# Leslie Fenton
Leslie Fenton (Liverpool, 12 marzo 1902 – Montecito, 25 marzo 1978) è stato un attore e regista statunitense.
Apparve in 62 film tra il 1923 e il 1945.

## Biografia
Fenton nacque il 12 marzo 1902 a Liverpool, Lancashire, in Inghilterra. Emigrò in America con sua madre, Elizabeth Carter Fenton, e i suoi fratelli quando aveva sei anni. Navigarono a bordo della R.M.S. Celtic, che partì da Liverpool, l'11 settembre 1909, e arrivò a New York, dove furono traghettati a Ellis Island per la "US Immigrant Inspection" il 19 settembre. Furono subito ammessi e continuarono il loro viaggio in treno per raggiungere il padre, il rappresentante del produttore di scarpe Richard Fenton, a Mifflin, Ohio.
Da adolescente, Leslie lavorò come impiegato d'ufficio. Si trasferì a New York e lì iniziò una carriera sul palco. La sua carriera cinematografica cominciò successivamente con i Fox Studios. Inoltre, diresse 19 film tra il 1938 e il 1951.
Fenton prestò il servizio attivo durante la seconda guerra mondiale. Nella primavera del 1941, fu incaricato della Royal Navy Volunteer Reserve. Nel 1942, come comandante di una motonave, prese parte al raid di St Nazaire. Fu ferito nel raid e trascorse alcuni mesi di convalescenza nel Devon, in Inghilterra. Non potendo tornare in mare, fu assegnato a un lavoro d'ufficio presso il War Office.

### Vita privata
Nel 1932 sposò l'attrice americana Ann Dvorak, con la quale si trasferì in Gran Bretagna, dove prestò servizio nelle forze armate britanniche durante la seconda guerra mondiale. I due non ebbero figli e divorziarono nel 1945. Fenton morì il 25 marzo 1978 a Montecito, in California, all'età di 76 anni. Alcune fonti, tra cui IMDb, citano erroneamente Frank Fenton, il noto sceneggiatore e romanziere, come suo fratello minore. I genitori di Frank Fenton erano in realtà John Fenton ed Eveline Edgington (sposata a Liverpool, 1900), come dimostra il manifesto della nave per la RMS Caronia (pagina 0817, linea 0008), a bordo della quale Frank Fenton arrivò negli Stati Uniti il 21 aprile 1906.

## Filmografia parziale

### Attore
- Thunder Mountain, regia di Victor Schertzinger (1925)
- La retata (The Dragnet), regia di Josef von Sternberg (1928)
- Dinamite (Dynamite), regia di Cecil B. DeMille (1929)
- Nemico pubblico (The Public Enemy), regia di William A. Wellman (1931)
- Murder on a Bridle Path, regia di William Hamilton, Edward Killy (1936)
- La città dei ragazzi (Boys Town), regia di Norman Taurog (1938)

### Regista
- Tell No Tales (1939)
- The Man from Dakota (1940)
- The Saint's Vacation (1941)
- Smith il taciturno (Whispering Smith) (1948)
- I cavalieri dell'onore (Streets of Laredo) (1949)
- Il messaggio del rinnegato (The Redhead and the Cowboy) (1951)